# 좀도요
좀도요(영어: Red-necked Stint, 학명: Calidris ruficollis)은 도요목 도요과에 속하는 새이다.

## 생김새
크기가 작고 통통하다. 다리가 짧고 검은색이다.

### 여름깃
목, 가슴, 등, 어깨깃이 적갈색이고 깃털 가장자리가 폭 좁은 흰색이다.

### 겨울깃
적갈색은 거의 사라지고 몸윗면이 회갈색, 깃털 가운데는 폭 좁은 검은색이다.

## 서식지
레나천 하구, 베링해 연안, 알래스카 북서부 등에서 번식하고 동남아시아, 뉴질랜드, 오스트레일리아 등에서 월동한다. 한국에서는 흔한 나그네새이다. 갯벌, 해안 모래톱, 하구 등에서 무리를 짓는다.